# Busverkehr Berlin

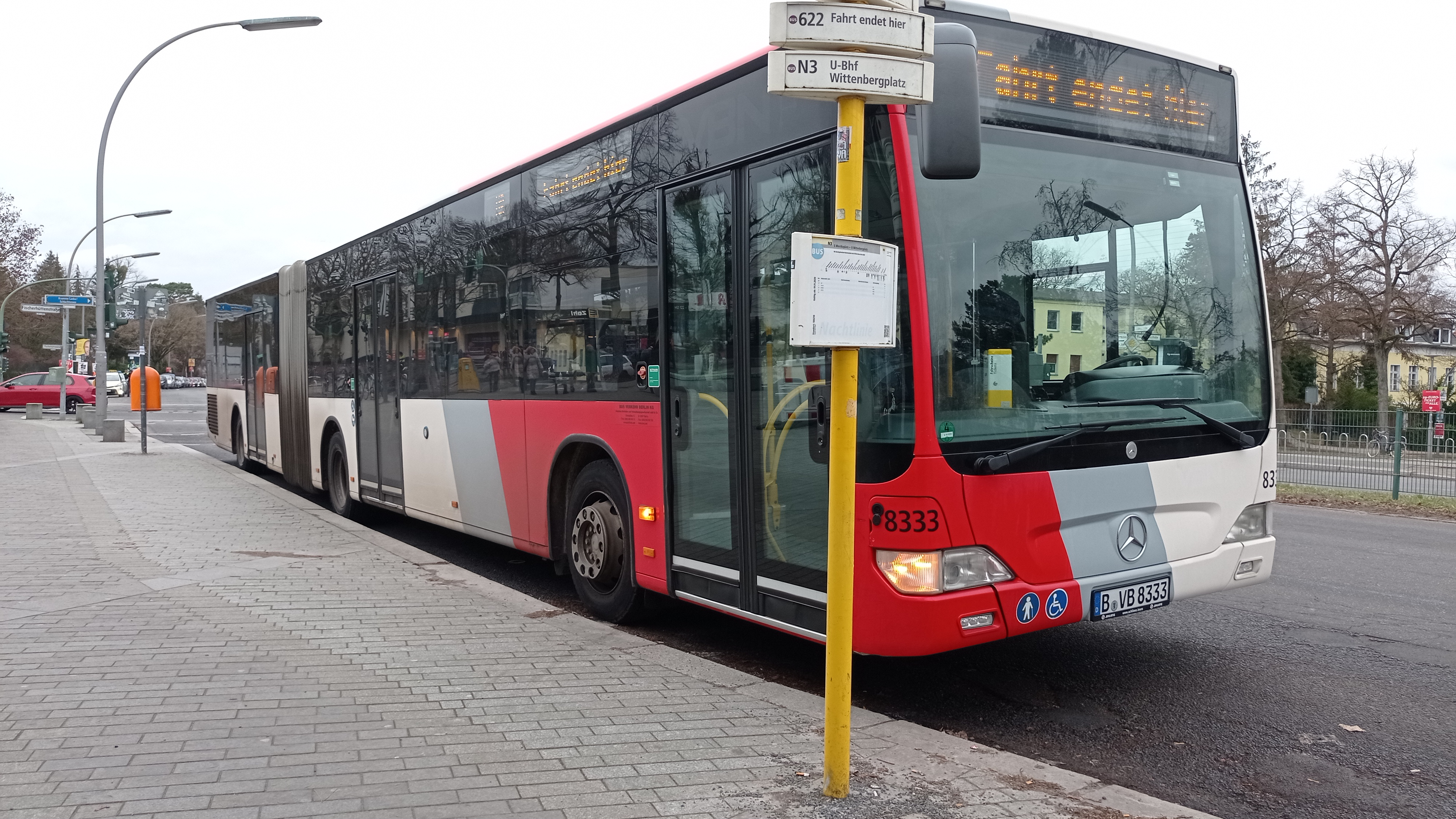
Ein Mercedes-Benz Citaro Facelift, ehemals aus Calw, macht Pause am U-Bahnhof Krumme Lanke

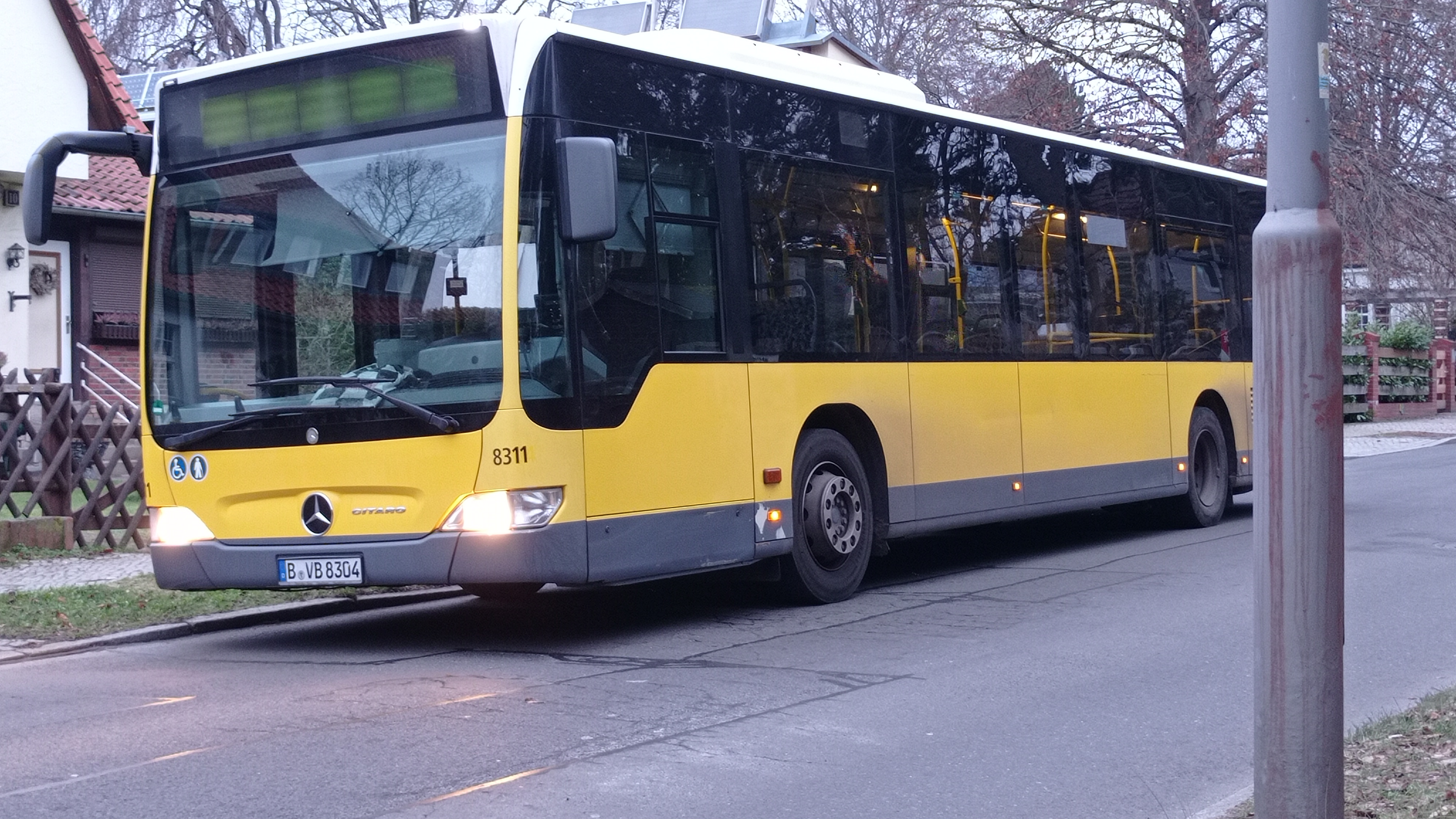
Ein 2009 gebauter Mercedes-Benz Citaro Facelift in BVG-Farben steht in der Berliner Ortslage Steinstücken.

Die Bus Verkehr Berlin KG (BVB.net) ist ein auf Reisebusvermietung spezialisiertes Unternehmen in Berlin. Die landeseigenen Berliner Verkehrsbetriebe (BVG) halten eine Minderheitsbeteiligung von 25,1 % an BVB.net. Das Unternehmen besitzt insgesamt rund 80 Reise-, Sightseeing- und Linienbusse. BVB.net hat ca. 200 Beschäftigte und ist damit das größte private Busunternehmen in Berlin und Brandenburg.

## Geschichte
Die Gründung ist auf den 2. Januar 1969 datiert. Damals kauften der Omnibusbetrieb Kastner, das Bayerische Reisebüro Berlin und das Busunternehmen Der Berliner das langjährige Busunternehmen Weinrich. Seitdem bietet die Bus Verkehr Berlin KG Gesellschaftsfahrten an und vermietet Reisebusse.
Die Tochterfirma Freizeitreisen wurde 1974 von den Gesellschaftern der Firma BVB.net gegründet. Zu dieser Zeit wurden zunächst Tages- und Kurzfahrten sowie die ersten Urlaubsreisen angeboten. Daraus hat sich ein Dienstleister mit einem wachsenden Angebot an Bus-, Flug-, Pkw- und Schiffsreisen entwickelt. Ebenfalls im Unternehmensverbund ist seit 1998 der in den 1950er Jahren gegründete Reiseveranstalter Weichert-Reisen GmbH & Co. Rundreise-Touristik KG. Beide Unternehmen sind seit der Gründung in Berlin ansässig. Heute agieren diese Tochterfirmen unter dem Namen BVB-Touristik.
Die Gesellschaft unterhält Busse für Stadtrundfahrten in Berlin und führte von 1985 (damals noch im DDR-Transitverkehr) bis 2016 innerhalb des BerlinLinienBus-Verbundes einen regelmäßigen Fernbuslinienverkehr zwischen Berlin und dem Bayerischen Wald durch.

## Sitz von BVB.net
Der Hauptsitz von BVB.net befindet sich in der Grenzallee 15 in Berlin-Neukölln. Auf dem Betriebshof befinden sich eine hauseigene Fachwerkstatt, eine Waschanlage für Busse und eine eigene Tankstelle. Auch die Berliner Verkehrsbetriebe (BVG) nutzt den Betriebshof von BVB.net als zusätzliche Abstellanlage.

## Geschäftsbereiche
Das Kerngeschäft ist die Busvermietung. Zu den Kunden aus den Bereichen Wirtschaft, Sport und Politik gehörten unter anderem der Deutsche Fußball-Bund, die Daimler AG, Bayer und der Deutsche Bundestag.
Zudem ist BVB.net zusammen mit den Busunternehmen BBS Berliner Bären Stadtrundfahrt GmbH, Bayern Express & P. Kühn Berlin (BEX) und BEROLINA Reisen Gräfe(seit 2019 in Auflösung) sowie Gullivers Bus, im Verkehrsverbund City Circle der größte Anbieter von Hop-on Hop-off Stadtrundfahrten in Berlin.
BVB.net ist Mitglied im Bundesverband Deutscher Omnibusunternehmer.

### Subunternehmer der BVG
→ Hauptartikel: Busverkehr in Berlin
Bereits seit vielen Jahren fährt BVB.net Buslinienverkehr im Auftrag der Berliner Verkehrsbetriebe AöR (BVG). Bis April 2022 wurden die Linien 108, 140, 179, 184, 246, 277, 284, 309, 344, 363, 369, 377, 395, 396, 398, 399 und N84 von BVB.net bedient, wobei der Einsatz auf einigen Linien schon früher endete. Auf diesen Linien kamen rein 12-Meter-Busse zum Einsatz.
Ende Januar 2021 übernahm BVB.net für eine kurze Zeit alle Verkehrsleistungen der Dr. Hermann Gruppe, da diese ihren Betrieb aufgelöst hat. Um dies zu ermöglichen, hat BVB.net alle Otokar EK18 von Dr. Hermann sowie drei gebrauchte Mercedes-Benz Citaro Facelift LE der BVG übernommen. Aufgrund dieser Übernahme ist es heute das einzige Unternehmen in Berlin, dass Linien mit Midi-Bussen bedienen kann, da die BVG selber seit 2010 keine mehr besitzt.
Seit April 2022 hat BVB.net als Subunternehmen der BVG einen neuen Vertrag, bei dem sie deutlich weniger Linienverkehr betreibt als vorher. Es sind nun die Buslinien 114, 118, 234, 316, 318, sowie 326. Dazu kommen noch einige Frühfahrten auf den Linien 218 und N18, wobei die auf der N18 nur am Sonntag stattfinden. Zum ersten Mal seit langem sind wieder Gelenkbusse bei den Subleistungen vorgesehen. Daher hat BVB.net Gelenkbusse aus Calw, sowie einige Leasing-Busse der BVG, abgekauft. Mittlerweile werden jedoch bereits neue Busse des Typs Mercedes-Benz C2 angeschafft, weshalb der Betrieb vieler ältere Busse langfristig enden wird. Die Linie 326 wird ausschließlich mit Midi-Bussen betrieben.
| Linie | Start-/Endziel                                              | Verlauf                                                        | eingesetzte Busse            |
| ----- | ----------------------------------------------------------- | -------------------------------------------------------------- | ---------------------------- |
| 114   | S Wannsee → S Wannsee                                       | Am Großen Wannsee → Zum Heckeshorn                             | Solo-Busse (12 m)            |
| 118   | Rathaus Zehlendorf ↔ Steinstücken (↔ Potsdam, Stern-Center) | U Krumme Lanke ↔ Lissabonallee ↔ S Wannsee ↔ Rathaus Wannsee   | Solo-/Gelenk-Busse (12/18 m) |
| 218   | S Messe Nord/ICC ↔ Pfaueninsel                              | U Theodor-Heuss-Platz ↔ Schildhorn ↔ Grunewaldturm ↔ S Wannsee | Solo-Busse (12 m)            |
| 234   | Alt-Kladow → Alt-Kladow                                     | Lanzendorfer Weg → Benfeyweg → Katzwanger Steig → Schallweg    | Midi-Busse (10 m)            |
| 316   | S Wannsee ↔ Potsdam, Glienicker Brücke                      | Rathaus Wannsee ↔ Schäferberg ↔ Schloss Glienicke              | Solo-/Gelenk-Busse (12/18 m) |
| 318   | S Wannsee ↔ Hahn-Meitner-Platz                              | Rathaus Wannsee ↔ Wilhelmplatz ↔ Birkenhügel                   | Solo-/Gelenk-Busse (12/18 m) |
| 326   | S Hermsdorf → S Hermsdorf                                   | Hermsdorfer Damm/Berliner Str. → Veltheimstr. → Roswithastr.   | Midi-/Solo-Busse (10/12 m)   |
| N18   | S Nikolassee ↔ Zehlendorf Eiche                             | Krankenhaus Hubertus ↔ Lissabonallee ↔ Fischerhüttenstr.       | Solo-Busse (12 m)            |

## Fuhrpark
Der Fuhrpark von BVB.net umfasst rund 80 Fahrzeuge und besteht aus Bussen der Marken Mercedes-Benz, Setra und MAN.

## Ausbildungsstätte
Die Bus Verkehr Berlin KG bildet in folgenden Berufszweigen aus:
- Berufskraftfahrer (m/w/d)
- Fachkraft im Fahrbetrieb (m/w/d)
- Kraftfahrzeugmechatroniker mit Schwerpunkt Nutzungsfahrzeugtechnik (m/w/d)

## Trivia
Einige offizielle Mannschaftsbusse (u. a. der Bus der deutschen Nationalmannschaft) während der Fußball-WM in Deutschland wurden von BVB.net gefahren. BVB.net und Freizeit-Reisen engagieren sich innerhalb des aus der Initiative Berliner Unternehmen helfen krebskranken Kindern hervorgegangenen Kinderlaecheln – Förderverein für krebskranke Kinder Berlin-Buch.
| Jahr | Event                          | Kunde                                           | Fahrgäste |
| ---- | ------------------------------ | ----------------------------------------------- | --------- |
| 2012 | Eurotraining Mercedes A-Klasse | Daimler AG                                      | 40.000    |
| 2013 | Leaping Ahead Veranstaltung    | John Deere                                      | 5.000     |
| 2014 | DFB-Pokalfinale                | Borussia Dortmund                               | 2.000     |
| 2015 | UEFA-Champions-League-Finale   | Beförderung der offiziellen Gäste und Sponsoren | 4.000     |
| 2016 | Ruder-EM                       | Die 36 Nationalmannschaften                     | 1.000     |